# Commonwealth Games 2022/Rhythmische Sportgymnastik
Bei den Commonwealth Games 2022 in Birmingham, England, fanden vom 4. bis 6. August 2022 in der Rhythmischen Sportgymnastik sechs Wettbewerbe statt, alle für Frauen. Austragungsort war die Arena Birmingham.

## Ergebnisse

### Mannschaftsmehrkampf
| Platz | Land | Mannschaft                                                    |
| ----- | ---- | ------------------------------------------------------------- |
| 1     | CAN  | Tatiana Cocsanova Carmel Kallemaa Suzanna Shahbazian          |
| 2     | AUS  | Ashari Jesse Gill Lidiia Iakovleva Alexandra Kiroi-Bogatyreva |
| 3     | ENG  | Marfa Ekimova Alice Leaper Saffron Severn                     |

Datum: 4. August 2022

### Einzelmehrkampf
| Platz | Land | Sportlerin       |
| ----- | ---- | ---------------- |
| 1     | CAN  | Carmel Kallemaa  |
| 2     | NZL  | Havana Hopman    |
| 3     | CYP  | Anastasia Pingou |

Datum: 5. August 2022

### Ball
| Platz | Land | Sportlerin         |
| ----- | ---- | ------------------ |
| 1     | MAS  | Joe Ee Ng          |
| 2     | CAN  | Suzanna Shahbazian |
| 3     | CYP  | Anna Sokolova      |

Datum: 6. August 2022

### Band
| Platz | Land | Sportlerin      |
| ----- | ---- | --------------- |
| 1     | MAS  | Joe Ee Ng       |
| 2     | SCO  | Loise Christie  |
| 3     | CAN  | Carmel Kallemaa |

Datum: 6. August 2022

### Reifen
| Platz | Land | Sportlerin      |
| ----- | ---- | --------------- |
| 1     | WAL  | Gemma Frizelle  |
| 2     | CYP  | Anna Sokolova   |
| 3     | CAN  | Carmel Kallemaa |

Datum: 6. August 2022

### Keulen
| Platz | Land | Sportlerin                 |
| ----- | ---- | -------------------------- |
| 1     | AUS  | Alexandra Kiroi-Bogatyreva |
| 2     | CAN  | Carmel Kallemaa            |
| 3     | MAS  | Izzah Binti Amzan          |

Datum: 6. August 2022

## Medaillenspiegel
| Platz  | Land       | Gold | Silber | Bronze | Gesamt |
| ------ | ---------- | ---- | ------ | ------ | ------ |
| 1      | Kanada     | 2    | 2      | 2      | 6      |
| 2      | Malaysia   | 2    | —      | 1      | 3      |
| 3      | Australien | 1    | 1      | —      | 2      |
| 4      | Wales      | 1    | —      | —      | 1      |
| 5      | Zypern     | —    | 1      | 2      | 3      |
| 6      | Neuseeland | —    | 1      | —      | 1      |
| 6      | Schottland | —    | 1      | —      | 1      |
| 8      | England    | —    | —      | 1      | 1      |
| Gesamt | Gesamt     | 6    | 6      | 6      | 18     |